# Васильев, Николай Алексеевич (учёный)
Николай Алексеевич Васильев (12 июня (24 июня) 1871, Московская губерния — осень 1918, Москва) — русский учёный в области текстильного производства, науки о волокнистых материалах и процессах прядения.

## Биография
В августе 1882 года поступил и в июне 1888 года с отличием окончил полный курс по основному отделению Пензенского реального училища. С августа 1888 года по июнь 1889 года учился и окончил дополнительный класс химико-технологического отделения Частного реального училища К. К. Мазинга в Москве. 1 сентября 1889 года был принят в число студентов Императорского московского технического училища на инженерно-механическое отделение, которое с отличием окончил в мае 1896 года с присвоением звания инженер-механика .
После окончания училища работал (до 1900 года) мастером на Ярославской Большой мануфактуре, где и определилась специализация Васильева.
В 1900—1904 годах читал курс механической технологии волокнистых веществ в Харьковском технологическом институте. С 1906 года преподавал в Московском техническом училище; с 1913 года — профессор кафедры механической технологии волокнистых веществ. Васильев читал курс общей технологии, спецкурс, руководил лабораторными занятиями, научными работами студентов. Одновременно он ряд лет преподавал черчение и начертательную геометрию.
Основные труды Н. А. Васильева посвящены разработке теории процессов прядения. Несмотря на более чем столетнее существование механического прядения, еще к началу XX века оно базировалось, в основном, на эмпирической основе. Васильев дал научное объяснение явлениям, происходящим при вытягивании волокон; доказал, что движение каждого волокна определяется движением окружающих его волокон и напряжением поля сил трения. Анализ движения волокон позволил ему установить основные положения расчёта нагрузок вытяжных валиков прядильных машин и разводок между вытяжными парами, причины возникновения неравномерности вытягивания, дать формулы разложения общей вытяжки на частные, создать основы теории распрямления волокон, дать научное доказательство уменьшения неравномерности продукта в результате сложения исходных полуфабрикатов.
Н. А. Васильевым установлены научные принципы построения планов прядения.
Он обнаружил и обосновал выравнивающее действие кардочесальной машины, теоретически осветил ряд вопросов, касающихся трепания, гребнечесания волокон, кручения и наматывания нити на машинах периодического и непрерывного действия.
Ряд работ Н. А. Васильева касается вопросов текстильного материаловедения.